# Faidros (aristokrat)
Faidros, son till Pythokles och tillhörandes Myrrhinus demos, på klassisk grekiska: Φαῖδρος Πυθοχλἑους Μυρρινοὺσιος, Phaĩdros Puthocléous Murrinoúsios, född omkring 444 f.Kr., död omkring 393 f.Kr., var en antik atensk aristokrat med nära anknytningar till Sokrates. Mest känd är han för sin närvaro i Platons skrifter, såsom den filosofiskt homoerotiska rollen i dialogen uppkallad efter honom samt i Symposion – verk som har inspirerat bland annat den grekiska komikern Alexis och filosofen Martha Nussbaum.